# Віктор Хара
Віктор Лідіо Ха́ра Мартінес (ісп. Víctor Lidio Jara Martínez; 28 вересня 1932 — 15 вересня 1973) — чилійський поет, театральний режисер, співак і політичний активіст, який загинув під час військового перевороту 1973 року в Чилі, організованого генералом Аугусто Піночетом. Його жорстоке вбивство на стадіоні «Чилі», перетвореному на концтабір, через кілька днів після перевороту зробило його символом боротьби за свободу і справедливість у всій Латинській Америці.

## Вбивство
Вранці 12 вересня, відразу після перевороту, Віктор Хара попрямував в університет, де він працював на радіостанції. Військові путчисти оточили кампус і заарештували тисячі чоловік, разом з ними і Хару, та перемістили всіх на столичний стадіон «Чилі», перетворений на концтабір. Протягом чотирьох днів його били, катували електричним струмом, ламали руки. 15 вересня його відвели в роздягальню стадіону і там убили пострілом в голову, після чого випустили в тіло автоматну чергу. Пізніше його тіло було виявлено на вулицях Сантьяго. У 1990 році в рамках урядового розслідування було офіційно проведено ексгумацію і розтин тіла, які показали, що в нього було випущено 44 кулі. Кисті рук, всупереч легенді, не були відрубані, проте були сильно понівечені. Голова була проломлена, а кістки переламані у тридцяти місцях.
Вбивці Віктора Хари, військовослужбовці чилійської армії, відомі: це лейтенант Педро Бар'єнтос і підполковник Уго Санчес Мармонті. Саме вони безпосередньо скоїли вбивство. Їм допомагали ще шестеро: Роберто Соупер, Рауль Хофра,  Едвін Дімтер Б'янчі, Нельсон Хассе, Луїс Бетке і Хорге Сміт.

### Суд над вбивцями

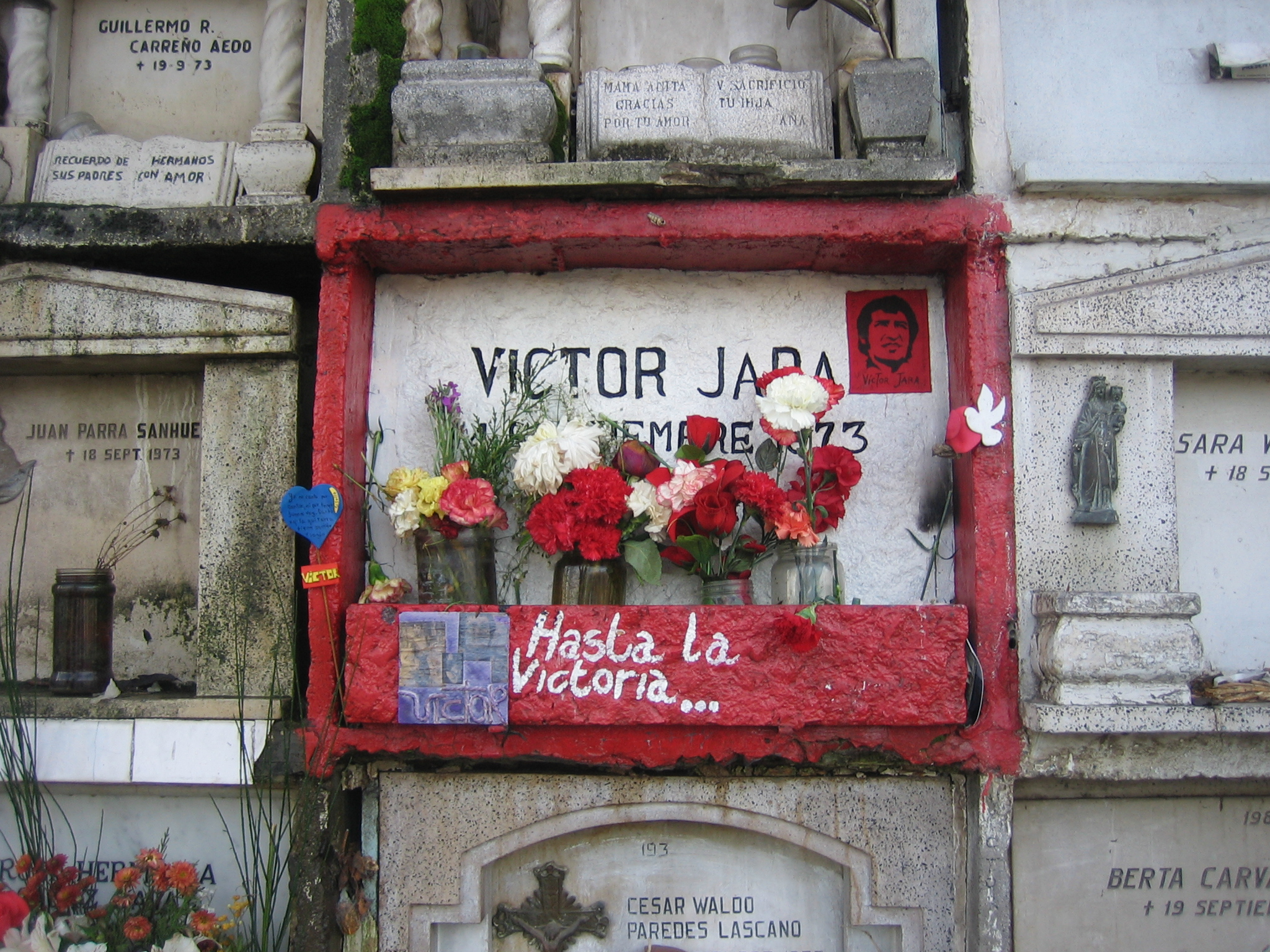
Могила Віктора Хари на Загальному кладовищі Сантьяго. Напис: «До перемоги!»

У грудні 2008 року всім вісьмом учасникам злочину чилійський суд пред'явив звинувачення. Семеро, які проживають в Чилі, були арештовані, а Педро Бар'єнтос заявлений до розшуку через Інтерпол. За словами свідків, саме Педро Бар'єнтос наказав солдатам затягнути Хару в один з підвалів, де особисто зламав йому всі пальці на руках ударами рукояття револьвера. Після цього Бар'єнтос став грати з напівживим співаком у «російську рулетку». Потім лейтенант Бар'єнтос вистрілив Харі в потилицю і наказав зробити те ж саме озброєним автоматичними гвинтівками рядовим.
У 2012 році чилійські тележурналісти знайшли Бар'єнтоса у США. У 1989 році він одружився з громадянкою США, отримав громадянство США і оселився у Флориді, в місті Делтона. Чилійський уряд підготував запит до США на екстрадицію Бар'єнтеса, але так його і не відправили (як пояснили в міністерстві закордонних справ, через великий обсяг тексту його переклад все ще не закінчений). 5 вересня 2013, не чекаючи екстрадиції, сім'я Хари (вдова і дві дочки) подала позов в один з федеральних судів на території Флориди. В цьому випадку Бар'єнтосу загрожував лише грошовий штраф.
У червні 2016 року суд присяжних у Флориді визнав колишнього офіцера чилійської армії, громадянина США Педро Бар'єнтоса винним у вбивстві співака Віктора Хари в Сантьяго в 1973 році. Крім того, сім'ї Хари за рішенням суду повинні виплатити 28 млн доларів компенсації.
За деякими іншими даними, безпосереднім катом, що катував Віктора і дав згодом наказ про його розстріл, став лейтенант  Едвін Дімтер Б'янчі. Протягом певного часу Едвін Дімтер працював начальником відділу фінансового контролю управління Асоціації приватних пенсійних фондів міністерства праці Чилі. Згідно з амністією 1979 року, йому не загрожувала відповідальність за скоєне.

## Вшанування пам'яті
У 2003 році стадіон, де загинув Віктор, був названий його ім'ям. Його пісні були присвячені Ернесто Гевару, Каміло Торресу, Сальвадору Альєнде, Панчо Вілье, «босоногому дядечкові Хо» та іншим видатним його сучасникам. Дін Рід написав пісню і зіграв головну роль у біографічному фільмі про Хара «Співак» (El Cantor) / НДР, 1978 (або 1977 — дані різні). За мотивами подій, пов'язаних зі смертю Хари, радянський музикант Олександр Градський створив рок-оперу «Стадіон». Віктору присвячені ряд пісень, зокрема «One Tree Hill» гурту U2, «Washington Bullets» групи The Clash, «Juan Sin Tierra» групи Ska-P, «The Weapon They Fear» групи Heaven Shall Burn, пісні групи Пісняри Український співак і композитор Василь Зінкевич також присвятив свою пісню Віктору Хара.
У грудні 2009 року останки Віктора Хари були перепоховані у столиці Чилі — Сантьяго. Могила Віктора Хари на Центральному Цвинтарі Сантьяго містить напис: «До перемоги!».